# Dogue allemand
Le dogue allemand (Deutsche Dogge) est une race de chien à poil court. Il est aussi appelé grand danois (Great Dane). C'est l'une des races de chiens les plus grandes.

## Origines
Les différents noms de ce chien — dogue allemand ou grand danois — illustrent la controverse sur son origine que les Allemands et les Danoisrevendiquent. Arrivés en Europe au IVe siècle avec les Alains, peuple de cavaliers nomades d'origine iranienne, les Alaunt (d'où provient le nom Alano, en Italie), ces chiens perdirent leur fonction d'auxiliaires de guerre lorsqu'à la fin du Moyen Âge, ils furent reconnus pour leurs aptitudes à la chasse à courre et, en particulier, au sanglier. L'ancêtre immédiat du dogue allemand actuel serait l'ancien Bullenbeisser, croisé au lévrier. Ces chiens étaient d'une conformation intermédiaire entre un puissant et énergique mâtin et un lévrier rapide. Le mot « dogue » désignait initialement un grand chien puissant, souvent de race indéterminée. Dès 1870, le chancelier Otto von Bismarck, qui en possédait deux, fit fortement monter la popularité de la race en Allemagne. La nationalité allemande lui fut attribuée à Berlin en 1878 par un groupe d'éleveurs, puis confirmée lorsqu'en 1880, le premier standard fut rédigé. La première exposition du dogue allemand s'est faite à Hambourg en 1963. 

### Physique
Le dogue allemand est très grand. La place du plus grand chien connu au monde a longtemps été détenue par un dogue allemand arlequin du nom de « Gibson », vivant aux États-Unis, et mort en 2009 d'un cancer des os après avoir été déjà amputé d'une patte. C'est un autre dogue allemand, Zeus, 111,8 cm au garrot, qui a repris le record du plus grand chien au monde avant de mourir en septembre 2014.
Il existe plusieurs variétés de couleurs : arlequin, noir, fauve, bringé, bleu, ainsi qu'une couleur reconnue depuis 2016 par le standard, appelée « gris bigarré noir » ou « merle » (ou encore « porcelaine »). Dans les pays ne reconnaissant pas le standard de la FCI, comme les États-Unis, le Canada et le Royaume-Uni par exemple, il existe une autre couleur : le dogue allemand à manteau, appelée aussi « Boston » en raison du motif et de la coloration rencontrés chez le terrier de Boston.
La coupe des oreilles, longtemps pratiquée pour que le chien ne puisse pas avoir les oreilles arrachées à la chasse au sanglier, est maintenant plus rare, alors que les dogues n'ont plus qu'une fonction d'animal de compagnie ou de garde. Certains pays d'Europe l'ont interdite ou exigent qu'elle soit effectuée par des vétérinaires.

### Caractère
Il a généralement bon caractère et se montre sociable avec les autres animaux lorsqu'il est en contact avec ceux-ci dès le jeune âge. S'il est bien éduqué, le dogue allemand n'est pas plus agressif que les autres chiens. Généralement calme et mesuré, il fait aussi un bon chien de garde et sa masse impressionnante est, à elle seule, dissuasive. C’est une race de chien moyennement facile à éduquer, notamment à cause de son caractère têtu,. Ce sont généralement de bons chiens pour les familles, et ils aiment être en contact avec les humains.

## Santé

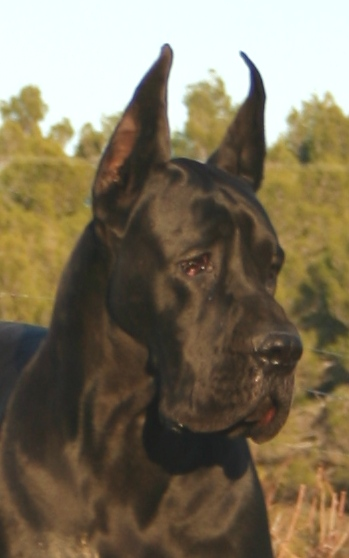
La coupe des oreilles est interdite dans certains pays, ou doit être pratiquée par des vétérinaires.

Ce chien a besoin de soins particuliers durant sa croissance : il faut lui fournir durant les trois premières années de sa vie une alimentation et un exercice physique particuliers. Sa portion alimentaire doit être adaptée à son âge et change souvent — le dogue allemand grandissant très vite —, il faut donc l'établir avec l'éleveur ou un vétérinaire. Il faut aussi éviter au chien les glissades, les sauts et les courses durant toute la période où les os se forment. Il doit être surveillé et correctement alimenté.
Le dogue allemand doit être correctement éduqué dès le plus jeune âge, principalement en raison du poids atteint à l'âge adulte qui peut rendre sa maîtrise extrêmement difficile.
Comme pour tous les chiens de grande taille, il faut éviter toute agitation au dogue allemand, en particulier les sauts et la course, qui peuvent entraîner le « retournement de l'estomac », potentiellement mortel en quelques heures seulement.

## Dans la culture populaire
- Dans Le Guépard de Luchino Visconti, le chien du prince de Salina est un dogue allemand : « Benedico » ;
- Hougen, l'antagoniste principal du manga Ginga Densetsu Weed, est un dogue allemand ainsi que son frère Genba ;
- Scooby-Doo, le célèbre personnage éponyme du dessin-animé ;
- Le chien de garde du docteur J. W. Müller dans l'album des aventures de Tintin L'Île Noire est un féroce dogue allemand arlequin ;
- Elmer, un personnage du cartoon Oswald le lapin chanceux ;
- Dans le roman Le Gardien de son cœur écrit par Nicholas Sparks, l'ange gardien en question de Julie, la protagoniste de l'histoire, est un danois ;
- Brutus, le personnage central du film américain Quatre Bassets pour un danois ;
- En 1965, le danois a été nommé « chien d'État » de la Pennsylvanie ;
- Un dogue allemand du nom de Georges est devenu célèbre dans l'émission 30 millions d'amis. Il s'agit en effet du chien de l'ancien entraîneur de l'Olympique de Marseille Eric Gerets.
- Marmaduke (Sansone dans certains pays) est le personnage principal des comic strips éponymes du dessinateur américain Brad Anderson depuis 1954. Le film de 2010 Marmaduke en est une adaptation.
- Gaetano, le chien parlant, compagnon de l'acteur italien Renato Pozzetto, dans le film La Lycéenne et les Fantômes de Bruno Corbucci, sorti en 1982.
- Zoodvinsen, le chien des Vikings dans l'album d'Astérix La Grande Traversée.
- Brount, le dogue allemand de Maximilien de Robespierre.
- Le Grand Danois, personnage secondaire dans le dessin animé Les 101 Dalmatiens des studios Disney, sorti en 1961.
- Plusieurs dogues allemands poursuivent Blase (Yves Montant) dans « la folie des grandeur » et interviennent dans les appartements de don Sallustre (Louis De Funès)